# Patatas bravas

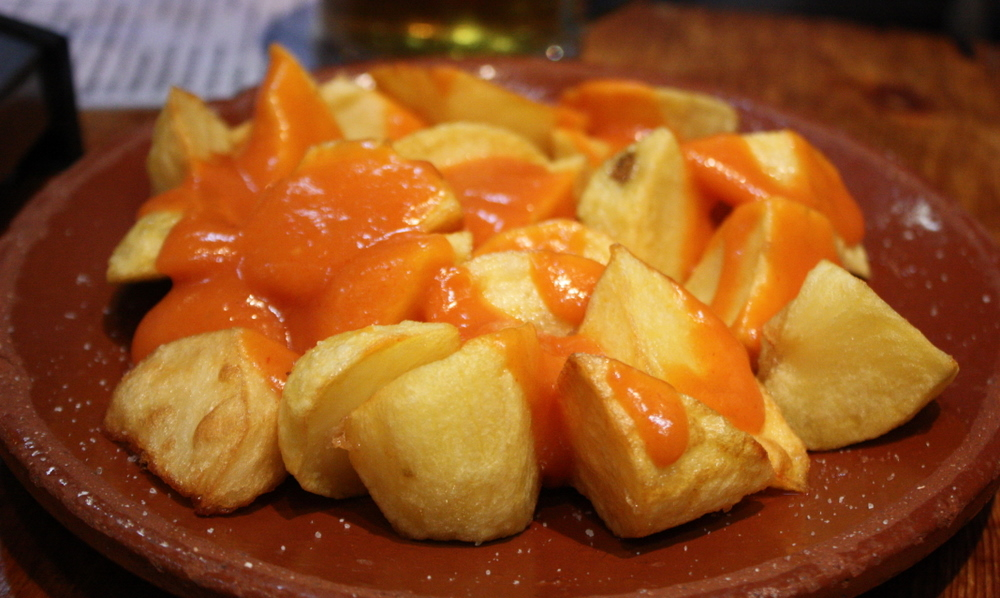
Patatas bravas.

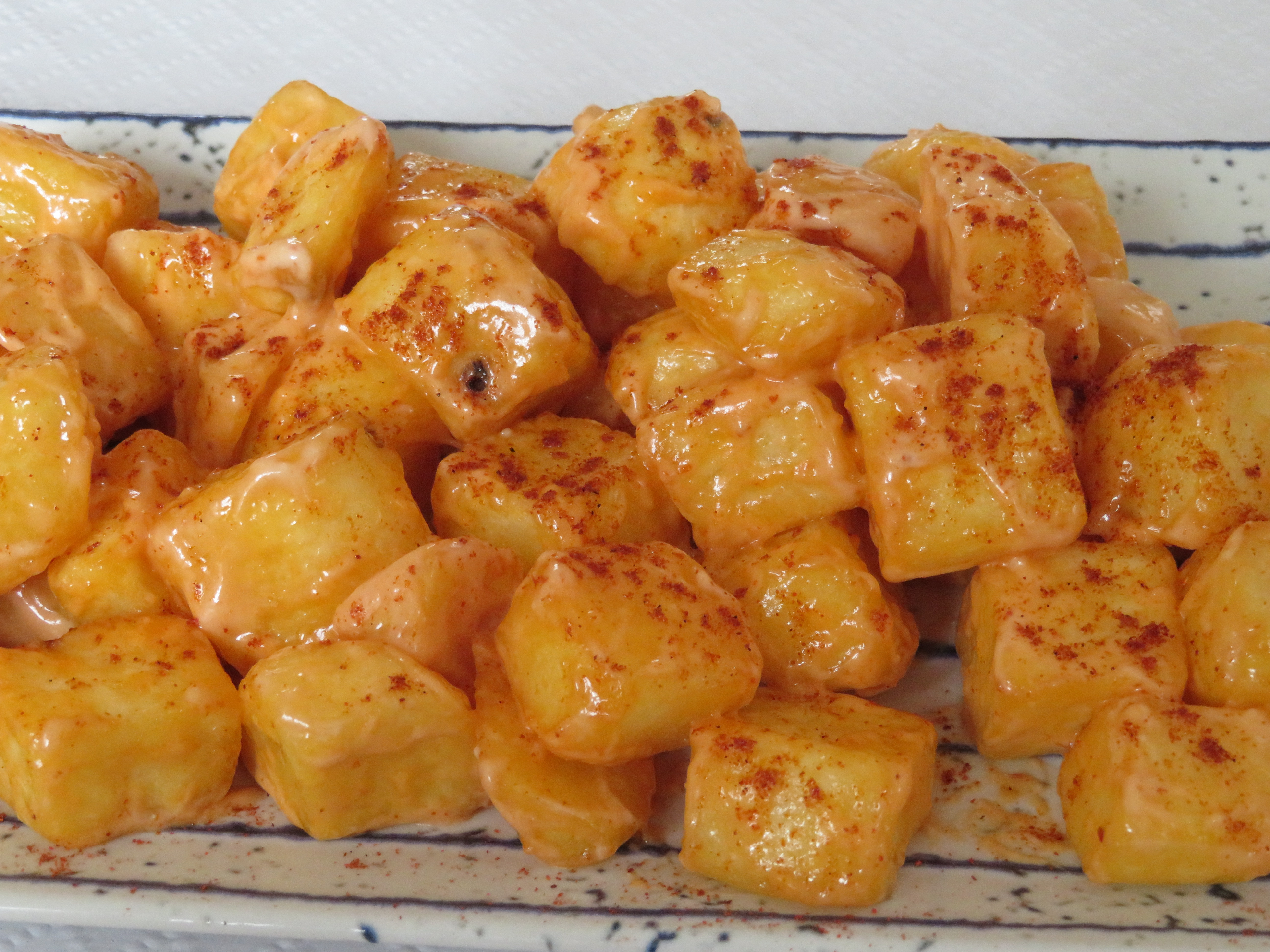
Bravas potatis (Spanien)

Patatas bravas är en populär tapasrätt från Madridregionen som består av stekta potatisbitar serverade med en het sås.
Patatas bravas serveras varma som tapa eller aperitivo, tillsammans med en caña eller ett glas vin.
Potatisen, skuren i bitar, marineras med vitlök och steks. Den heta såsen innehåller stekta tomater (passerade), spanskpeppar och lite maizena löst i vatten eller buljong.